# Julia Barrow
Julia Steuart Barrow (* 1956) ist eine britische Mittelalterhistorikerin. Ihr Forschungsschwerpunkt liegt vor allem auf der mittelalterlichen Kirchengeschichte des 8. bis 13. Jahrhunderts, wobei sie vor allem England betrachtet, auf klerikaler Administration und dem Klerus an sich, sowie auf mittelalterlichen Dokumenten (charters).

## Leben

### Studium und akademische Lehrtätigkeit
Barrow studierte mittelalterliche Geschichte an der University of St Andrews und erhielt dort 1978 einen Master of Arts. Anschließend setzte sie ihr Studium am Corpus Christi College der University of Oxford fort, wo sie 1983 zum D.Phil. promovierte. Der Titel ihrer Dissertation war The Bishops of Hereford and their acta 1163-1219.
Von 1986 bis 1989 war sie im Zuge eines Stipendiums der British Academy Postdoktorand an der University of Birmingham. Von 1989 bis 1990 arbeitete sie ein Jahr für das Projekt Victoria County History of Cheshire. 1990 wurde sie Lecturer an der University of Nottingham und unterrichtete dort bis 2012. Im Laufe ihrer dortigen Lehrtätigkeit wurde sie Senior Lecturer und dann Reader. 2010 hielt sie mit Who served the altar at Brixworth? Clergy in English minsters c.800-c.1100 den diesjährigen Vortrag der von den Friends of All Saints Church Brixworth in Zusammenarbeit mit dem Medieval Research Centre der University of Leicester jährlich organisierten Vortragsreihe Brixworth Lectures. 2012 wechselte sie an die University of Leeds, wo sie seitdem als Professorin für Medieval Studies lehrt.
Am 23. Oktober 1997 wurde sie zum Fellow der Society of Antiquaries of London gewählt. Im Juli 2016 wurde sie zum Fellow der British Academy gewählt. Daneben ist Barrow ebenfalls Fellow der Royal Historical Society.

### Forschung
Barrows Forschungen richten sich vor allem auf die mittelalterliche Kirchengeschichte im Zeitraum von ca. 700 bis ca. 1300. Hierbei betrachtet sie das Urkundenwesen und die Verwaltung der Kirche in England von ca. 1000 bis ca. 1300, sowie die Karrierestruktur des westeuropäischen Klerus zwischen ca. 800 bis ca. 1250. Im Laufe ihrer akademischen Karriere begann sie sich des Weiteren mit dem Konzept der „Reform“ zu beschäftigen und untersuchte, inwieweit sich dieses auf die Kirche des 10., 11. und 12. Jahrhunderts anwenden ließ.

## Schriften (Auswahl)
- als Herausgeberin: Hereford. 1079–1234 (= English episcopal acta. 7). Oxford University Press, Oxford u. a. 1993, ISBN 0-19-726109-4.
- als Herausgeberin mit Nicholas P. Brooks: St Wulfstan and his World (= Studies in early medieval Britain. 4). Ashgate, Aldershot u. a. 2005, ISBN 0-7546-0802-6.
- als Herausgeberin mit Andrew Wareham: Myth, Rulership, Church and Charters. Essays in Honour of Nicholas Brooks. Ashgate, Aldershot u. a. 2008, ISBN 978-0-7546-5120-8.
- als Herausgeberin: Hereford. 1234–1275 (= English episcopal acta. 35). Oxford University Press, Oxford u. a. 2009, ISBN 978-0-19-726453-9.
- Who served the Altar at Brixworth? Clergy in English Minsters c. 800–c. 1100 (= The Brixworth lectures. 9, ISSN 1479-4225). Friends of All Saints’ Church, Brixworth 2013, ISBN 978-0-9544092-8-9.
- The Clergy in the Medieval World. Secular Clerics, Their Families and Careers in North-Western Europe, c. 800–c. 1200. Cambridge University Press, Cambridge 2015, ISBN 978-1-107-08638-8.